# 恵山岬灯台
恵山岬灯台（えさんみさきとうだい）は、北海道の亀田半島東端にある恵山岬の突端に立つ白亜の大型灯台。周辺は、恵山道立自然公園に指定、恵山灯台公園として整備されていて、前に太平洋、後ろに恵山を望む風光明媚の地。また、「日本の灯台50選」にも選ばれている。

## 歴史
- 1890年（明治23年）11月1日 - 初点灯[1]
- 1908年（明治41年）10月1日 - 霧笛設置し吹鳴開始[2]
- 1929年（昭和4年）8月27日 - 塔色変更[3]
- 1932年（昭和7年）2月11日 - 無線方位信号所業務開始（無線標識・無線羅針）[4]
- 1945年（昭和20年）
  - 7月 - 第二次世界大戦下の空襲により焼失
  - 10月16日 - 仮灯点灯[5]
- 1947年（昭和22年）
  - 11月26日 - 仮灯の灯質変更[6]
  - 12月9日 - 仮灯の灯質変更[7]
- 1949年（昭和24年）
  - 1月25日 - 灯塔が復旧し本灯点灯、仮灯撤去[8]
  - 6月15日 - 船舶気象通報放送開始、偶数時の10分から12分まで[9]
- 1981年（昭和56年）4月 - 無線方位信号所（レーマークビーコン）を併設
- 1989年（平成元年）3月 - 改築
- 1995年（平成7年）4月 - 無人化される
- 2007年（平成19年）4月10日 - 無線方位信号所（レーマークビーコン）廃止[10]。

## 函館市灯台資料館（閉鎖中）
函館市灯台資料館（愛称「ぴかりん館」）は、恵山岬灯台の近くにある函館市立（旧椴法華村立）の灯台をテーマとした資料館である。館内には、2階吹き抜けになった部屋に、初代恵山岬灯台のレプリカがあり、この灯台の歴史についても詳しく解説され、灯台の種類や機器も展示されていた。2階には、日本と世界の灯台の歴史や灯台にかかわる歌、文学、絵画などがパネル展示され、実物の灯台レンズも並べられていた。3階は展望台となっていた。2016年（平成28年）4月1日より無期限休館中である。

## 交通
函館駅前から函館バス恵山御崎行きで45分の日ノ浜団地で椴法華支所前行きに乗り換え12分、終点下車後タクシーで10分

## 周辺観光
- 水無海浜温泉
- 恵山 (火山)